# Форт Ховес
Форт Ховес (англ. Fort Howes) — гражданский редут, возведённый весной 1897 года в составе тогдашнего округа Кастер, штат Монтана, США, после убийства пастуха. Сегодня объект расположен на территории Национального леса Кастер; на его площадке функционирует пожарная станция Бюро по управлению земельными ресурсами (BLM).

## Расположение
Редут находится на частной земле неподалёку от окружной дороги 484 (Оттер-Крик‑роуд) в современном округе Паудер-Ривер, примерно в 20 милях (32 км) к югу от Ашленда. Высота — 1005 м над уровнем моря.

## История
В конце апреля — начале мая 1897 года близ Ашленда воины шайеннов убили пастуха Джона Гувера и его овчарку. После обнаружения тела (27 мая) женщин и детей эвакуировали в Шеридан (штат Вайоминг) и Майлс-Сити (Монтана). Мужчины поднялись на холм ранчо капитана Кэлвина К. Хоуза у ручья Оттер‑Крик — притока реки Тонг — и заложили каменный редут размером 18 × 10 футов (5,5 × 3,0 м) с бойницами и единственным входом; позже его накрыли деревянной крышей. Внутри хранились оружие, боеприпасы, продовольствие и вода. Сооружение назвали в честь владельца земли.
Летом 1897 года добровольцы-скотоводы несли здесь караульную службу; шайенны несколько раз появлялись поблизости, осматривая укрепление. Шериф округа Кастер Джон Гиббс сформировал отряд около 200 человек и вместе с подразделением армии США из Форта Кио прибыл в Лэйм‑Дир. После переговоров шайенны выдали виновных воинов, и ожидавшийся вооружённый конфликт не разгорелся. К концу лета редут утратил необходимость и был оставлен.

## Состояние в XXI веке
Каменные стены сохранились; к 2020 году им исполнилось 123 года. В 1936 году к северу от редута была построена станция рейнджеров Лесной службы США, а в 2014 году её сменила пожарная станция BLM с вертолётной площадкой, ангаром, офисами и казармой с прачечной. Подразделение располагает тремя пожарными машинами 6‑го типа и отвечает за тушение лесных пожаров на федеральных и частных землях Национального леса Кастер, а также в округах Паудер‑Ривер, Кастер, Роузбад и Биг‑Хорн.